# William H. McMaster

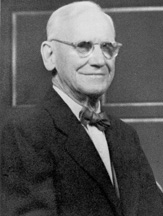
William H. McMaster

William Henry McMaster, född 10 maj 1877 i Monona County, Iowa, död 14 september 1968 i Dixon, Illinois, var en amerikansk republikansk politiker. Han var den 10:e guvernören i delstaten South Dakota 1921-1925. Han representerade South Dakota i USA:s senat 1925-1931.
McMaster utexaminerades 1899 från Beloit College. Han flyttade 1901 till Yankton County, South Dakota och arbetade sedan på en bank i Gayville. Han var ledamot av South Dakota House of Representatives, underhuset i delstatens lagstiftande församling, 1911-1912. Han var sedan ledamot av delstatens senat 1913-1916 och viceguvernör 1917-1921 innan han valdes till guvernör. Som guvernör arbetade han för en sänkning av bensinpriserna. Efter två mandatperioder som guvernör blev han invald i USA:s senat. Han kandiderade 1930 utan framgång till omval. Han flyttade några år senare till Illinois, där han återvände till bankbranschen och avancerade med åren till bankdirektör.
Hans grav finns på Oakwood Cemetery i Dixon, Illinois.